# Hal a tortán
A Hal a tortán a TV2 kereskedelmi televízió saját fejlesztésű főzőműsora. Az első adást 2008. március 3-án sugározta a TV2.
Heti bontásban 4-5 összesorsolt híresség illetve sztár küzd meg „csapatként” azért, hogy elnyerje a "tökéletes házigazda" és a "legjobb sztárszakács" címet.

## A műsor
Az adások két részből állnak. Először az aktuális napi vendéglátó felkészülését figyelemmel kísérhetik a nézők: az alapanyagok beszerzésétől kezdve az ételek elkészítésig. A második részben a vendégfogadást nézhetjük végig a vendégek érkezésétől a távozásig. (Utána az aznapi pontozást is bemutatják.)

## Az értékelés
A sztárok teljesítményének értékelését az adó az év végén tette meg. Az első győztes Bangó Margit lett. A heti győztesek az esztendő végének közeledtével egymással mérik össze tudásukat a "tökéletes házigazda" és a "legjobb sztárszakács" címért. Addig is a heti győztesek egy formatervezett kondért illetve egy egzotikus utazást nyernek el.

## Évadok
| Évad | Évad              | Évad             | Sugárzás           | Sugárzás           | Műsorvezető  | Adó |
| Évad | Évad              | Évad             | Évadbemutató       | Évadzáró           | Műsorvezető  | Adó |
| ---- | ----------------- | ---------------- | ------------------ | ------------------ | ------------ | --- |
|      | Első változat     | 1.               | 2008. március 3.   | 2008. június 27.   | Sági Szilárd |     |
|      | Első változat     | 2.               | 2013. március 4.   | 2013. május 31.    | Sági Szilárd |     |
|      | Második változat  | Második változat | 2016. március 16.  | 2016. április 29.  | Kovács Lázár |     |
|      | Harmadik változat | 1.               | 2021. november 1.  | 2021. december 10. | Gáspár Bea   |     |
|      | Harmadik változat | 2.               | 2022. november 21. | 2022. december 16. | Gáspár Bea   |     |
|      | Harmadik változat | 3.               | 2023. április 17.  | 2023. május 26.    | Gáspár Bea   |     |
|      | Harmadik változat | 4.               | 2025. július 28.   |                    | Gáspár Bea   |     |

A műsor első évad 2008. március 3-án vette kezdetét a TV2-n, szintúgy mint a konkurens Vacsoracsata. A műsorvezetője Sági Szilárd volt.
A második évad 2013. március 4-én került képernyőre a Super TV2-n, ízelítőként 2012. november 1-jén a TV2 Super TV2 napján leadott egy Halloween-i különkiadást, amely alapján készült volna az új változat, de aztán mégis maradtak az eredetinél. A műsorvezetője változatlanul Sági Szilárd maradt.
A harmadik évad a TV2-n volt látható 2016. március 16-án. A műsor címe Hal a tortán – A küldetés, a műsorvezető pedig Kovács Lázár lett.
2021. október 3-án jelentették be a műsor negyedik évadát. Az új évad már a TV2 gasztrocsatornáján, a TV2 Séf-en debütált 2021. november 1-jén, Gáspár Bea műsorvezetésével. 2022. november 2-án bejelentették, hogy az 5. évad 2022. november 21-én kezdődik a SuperTV2-n. A 6. évad 2023. április 17-én indult.

## Szereplők 2021-től
– A hét győztese
| Adások  | Első adás időpontja | Házigazdák       | Házigazdák          | Házigazdák           | Házigazdák          | Házigazdák          |
| 1. évad | 1. évad             | 1. évad          | 1. évad             | 1. évad              | 1. évad             | 1. évad             |
| ------- | ------------------- | ---------------- | ------------------- | -------------------- | ------------------- | ------------------- |
| 1–5     | 2021. november 1.   | Horváth Gréta    | Ambrus Attila       | PSG Ogli 7           | Szögeczki Ági       | Gáspár Győző        |
| 6–10    | 2021. november 8.   | Gelencsér Tímea  | Lékai-Kiss Ramóna   | Győrfi Dániel        | Tóth Dávid          | Pásztor Anna        |
| 11–15   | 2021. november 15.  | Suzy             | Bódi Csabi          | Völgyi Zsuzsi        | Delhusa Gjon        | Megyeri Csilla      |
| 16–20   | 2021. november 22.  | Keleti Andrea    | Katus Attila        | Ördög Nóra           | Köllő Babett        | Zsidró Tamás        |
| 21–25   | 2021. november 29.  | Oszvald Marika   | Nyertes Zsuzsa      | Schmuck Andor        | Bay Éva             | Polgár Árpád        |
| 26–30   | 2021. december 6.   | Molnár Andi      | Demcsák Zsuzsa      | Rippel Ferenc        | Kovács Dóri         | Bárdosi Sándor      |
| 2. évad |                     |                  |                     |                      |                     |                     |
| 1–5     | 2022. november 21.  | Kiszel Tünde     | Szuperák Barbara    | G.w.M                | Győrfi Pál          | Zalatnay Sarolta    |
| 6–10    | 2022. november 28.  | Gáspár Evelin    | Zámbó Árpád         | Polgár Tünde         | Erdélyi Mónika      | L.L. Junior         |
| 11–15   | 2022. december 5.   | Horváth Éva      | Kiss Ernő Zsolt     | Nagy Noémi           | Bíró Ica            | Nagy Alekosz        |
| 16–20   | 2022. december 12.  | Bódi Sylvi       | Vásáry André        | Sydney van den Bosch | Kandász Andrea      | Kerényi Miklós Máté |
| 3. évad |                     |                  |                     |                      |                     |                     |
| 1–5     | 2023. április 17.   | Kelemen Anna     | Csuti               | Szorcsik Viki        | Gáspár Virág        | Kökény Attila       |
| 6–10    | 2023. április 24.   | Visváder Tamás   | Papadimitriu Athina | Valkusz Milán        | Schobert Lara       | Paprika Dorina      |
| 11–15   | 2023. május 1.      | Vajtó Lajos      | Molnár Anikó        | Judy                 | Chris Tanoh (Csoki) | Kiss Kató           |
| 16–20   | 2023. május 8.      | Mischinger Péter | Görgényi Fruzsina   | Sári Évi             | Smaltig Dalma       | Richter József      |
| 21–25   | 2023. május 15.     | Gyebnár Csekka   | Baby Gabi           | Halastyák Fanni      | Pély Barna          | Bebe                |
| 26–30   | 2023. május 22.     | Young G Béci     | Cooky               | Kunovics Katinka     | Mérai Katalin       | Zámbó Krisztián     |
| 4. évad |                     |                  |                     |                      |                     |                     |
| 1–5     | 2025. július 28.    | Emilio           | Szabó Kitti         | Kanizsai Silka Ágnes | Singh Viki          | Király Viktor       |
| 6–10    | 2025. augusztus 4.  | Dobó Ágnes       | Szabó Simon         | Rácz-Gyuricza Dóra   | Németh Kristóf      | Visváder Tamás      |
| 11–15   | 2025. augusztus 11. | Bódi Csabi       | Demcsák Zsuzsa      | Miló Viktória        | Gáspár Győző        | Bay Éva             |
| 16–20   | 2025. augusztus 18. | Boda Gyöngyi     | Hegedűs Csaba       | Kabai András         | Szandaváry Gergő    | Kovács Renáta       |